# NGC 897
NGC 897 је спирална галаксија у сазвежђу Пећ која се налази на NGC листи објеката дубоког неба.
Деклинација објекта је - 33° 43' 15" а ректасцензија 2h 21m 6,4s. Привидна величина (магнитуда) објекта NGC 897 износи 12,0 а фотографска магнитуда 12,9. NGC 897 је још познат и под ознакама ESO 355-7, MCG -6-6-3, AM 0218-335, PGC 8944.